# 鳥取県の資格者配置路線
鳥取県の資格者配置路線（とっとりけんのしかくしゃはいちろせん）とは、交通誘導警備業務に関し、道路又は交通の状況により、鳥取県公安委員会が道路における危険を防止するため必要と認める路線である。当該路線で交通誘導警備業務を実施するにあたっては、交通誘導警備業務を実施する場所ごとに、交通誘導警備業務1級検定又は2級検定の合格証明書の交付を受けた警備員を1名以上配置しなければならない。

## 告示・施行
- 2007年5月29日：告示
- 2007年10月1日：施行
- 2016年4月1日：改訂
- 2019年1月1日：改訂

## 路線一覧
|    | 路線名                            | 区間                                               |
| -- | --------------------------------- | -------------------------------------------------- |
| 1  | 国道9号                           | 鳥取県の全域                                       |
| 2  | 国道53号                          | 鳥取県の全域                                       |
| 3  | 国道179号                         | 鳥取鹿野倉吉線の交差点 から 清谷北条線の交差点まで |
| 4  | 国道181号                         | 鳥取県の全域                                       |
| 5  | 鳥取県道21号鳥取鹿野倉吉線        | 国道53号の交差から鳥取空港布勢線の交差点まで       |
| 6  | 鳥取県道22号倉吉青谷線            | 全区間                                             |
| 7  | 鳥取県道26号秋里吉方線            | 全区間                                             |
| 8  | 鳥取県道31号鳥取国府岩美線        | 秋里吉方線の交差点から鳥取国府線の交差点まで       |
| 9  | 鳥取県道47号米子境港線            | 全区間                                             |
| 10 | 鳥取県道102号米子広瀬線           | 全区間                                             |
| 11 | 鳥取県道157号米子港線             | 全区間                                             |
| 12 | 鳥取県道193号田島片原線           | 全区間                                             |
| 13 | 鳥取県道207号皆生西原線           | 全区間                                             |
| 14 | 鳥取県道245号両三柳後藤停車場線   | 東福原樋口線の交差点から米子港線の交差点まで       |
| 15 | 鳥取県道246号渡余子停車場線       | 全区間                                             |
| 16 | 鳥取県道285号米子空港境港停車場線 | 全区間                                             |
| 17 | 鳥取県道317号両三柳西福原線       | 全区間                                             |
| 18 | 鳥取県道318号伏野覚寺線           | 鳥取港線の交差点から秋里吉方線の交差点まで         |
| 19 | 鳥取県道323号若葉台東町線         | 全区間                                             |